# Mázsa
A mázsa egy 1980 óta hivatalosan nem használt tömegmértékegység. Egy alap tömegmértékegység százszorosát értjük rajta, mai közhasználatban 100 kilogrammot. Korábban 100 fontként (42-56 kg) használták. A Monarchia területén a 100 kg-os értelmezés terjedt el. A mezőgazdaságban a mai napig használják. 100 mázsa (10 tonna) tesz ki 1 vagont.
A megnevezés eredete a massa (latinul tömeg) szó. Jele q, az újlatin  quintal alapján, ami a görög κεντηνάριον (kentenarion), száz szóból ered.
Bizonyos esetekben a metrikus alapot hangsúlyozandó a métermázsa kifejezést használják (használták).
Az alapvetően mázsás nagyságrendű anyagok tömegének mérésére használt mérleget is mázsának vagy mázsálónak nevezik.

## Átváltás
1 q (mázsa) = 100 kg (kilogramm)